# In the Mountains of Kentucky
In the Mountains of Kentucky è un cortometraggio muto del 1910. Il nome del regista non viene riportato nei credit del film che fu interpretato da Florence Turner, una delle più popolari attrici del cinema muto degli anni dieci.

## Trama
Trama di Moving Picture World synopsis in (EN)  su IMDb

## Produzione
Il film fu prodotto dalla Vitagraph Company of America.

## Distribuzione
Distribuito dalla General Film Company, il film - un cortometraggio in una bobina - uscì nelle sale cinematografiche statunitensi il 5 novembre 1910.